# Ranggen
Ranggen è un comune austriaco di 1 037 abitanti nel distretto di Innsbruck-Land, in Tirolo.